# 安徳天皇漂海記
『安徳天皇漂海記』（あんとくてんのうひょうかいき）は、宇月原晴明の小説。
二部構成のアジアン・ファンタジー。壇ノ浦の戦いで入水した安徳天皇の魂をめぐって、第一部では源実朝、第二部ではマルコ・ポーロの視点から描いた作品。作中（特に第一部の老人の語り部）で金槐和歌集や吾妻鏡などからの引用が多い。第19回山本周五郎賞受賞。第135回直木三十五賞候補。

## あらすじ

### 第一部 東海漂泊
かつて源実朝に仕えていたと思われる（第一部の）語り部の老人の口から、その実朝が幽閉中に江ノ島で、楕円形球体の中に神器とされる衣真床追衾に包まれ、天叢雲剣を携えた状態で見つかった安徳天皇を、天竺の遣いの力を借りて成仏させようとするまでの経緯を描く。

### 第二部 南海流離
実朝の死後、海を渡って南宋に来た安徳天皇の魂と、その南宋の幼い祥興帝趙昺との楽しくも悲しいふれあいを、クビライ・カーンの勅命でガラス細工製造の過程を見に来たマルコ・ポーロの視点から描く。

## 作品の原型となった文献
- 小林秀雄『実朝』
- 太宰治『右大臣実朝』
- 澁澤龍彦『高丘親王航海記』
- 花田清輝『小説平家』